# Estadi Atilio Paiva Olivera
L'Estadi Atilio Paiva Olivera és un estadi esportiu de la ciutat de Rivera, Uruguai.
Té una capacitat per a 27.135 espectadors.
És la seu del club Frontera Rivera Chico. També hi ha jugat partits puntuals la selecció de futbol de l'Uruguai.
Va ser seu de la Copa Amèrica de futbol de 1995.